# Ramaria campestris
Ramaria campestris är en svampart som först beskrevs av K. Yokoy. & Sagara, och fick sitt nu gällande namn av R.H. Petersen 1981. Ramaria campestris ingår i släktet Ramaria och familjen Gomphaceae.   Inga underarter finns listade i Catalogue of Life.